# Wartburg 353
La Wartburg 353, conosciuta come Wartburg Knight in alcuni paesi, era una vettura di classe medio-bassa prodotta dal 1965 al 1989 dalla Wartburg nell'allora Germania orientale. Durante il primo anno di commercializzazione la denominazione corretta e completa fu Wartburg 1000 Typ 353, ma assunse semplicemente la denominazione 353 a partire dal 1967. Fu il modello di questa Casa a rimanere in listino più a lungo.

## Profilo e storia

### Genesi del modello
Gli studi per l'erede della 311 furono avviati nel 1962 a partire da alcuni disegni realizzati dall'allora giovane designer Clauss Dietel. Di questo nuovo modello si stabilì che avrebbe dovuto proporre nuovi contenuti sul piano tecnico e soprattutto per quanto riguarda gli aspetti della sicurezza e del comfort. A tale scopo, vennero progettate le sospensioni, che su entrambi gli assi divennero a ruote indipendenti. La scelta del motore cadde invece nuovamente sul due tempi, una scelta ritenuta già in quegli anni anacronistica nell'Europa occidentale, ma una consuetudine nelle autovetture tedesco orientali. Per quanto riguarda la carrozzeria, essa fu il risultato degli sforzi congiunti di tre designers interni alla AWE, detentrice del marchio Wartburg. Questi designer furono Hans Fleischer (già autore delle linee della 311), Rudolph Lutz e lo stesso Clauss Dietel.
Un primo assaggio della meccanica della futura erede della 311 si ebbe nella seconda metà del 1965, e più precisamente a partire dal 1º settembre, quando la 311 fu tolta dalla vendita, sostituita dalla 312, un modello di transizione che combinò la carrozzeria del modello uscente con il nuovo telaio ed il nuovo propulsore da 1 litro di cilindrata. Per via di quest'ultimo aspetto, inizialmente la denominazione scelta per la nuova vettura in fase di ultimazione fu quella di Wartburg 1000 Typ 353, ma nel corso della sua carriera commerciale, in realtà poco tempo dopo il suo debutto, la vettura avrebbe assunto il nome di Wartburg 353. Il lancio sul mercato di questo modello avvenne il 1º giugno 1966 e sancì anche la fine della brevissima carriera commerciale della 312.

#### Design esterno ed interno

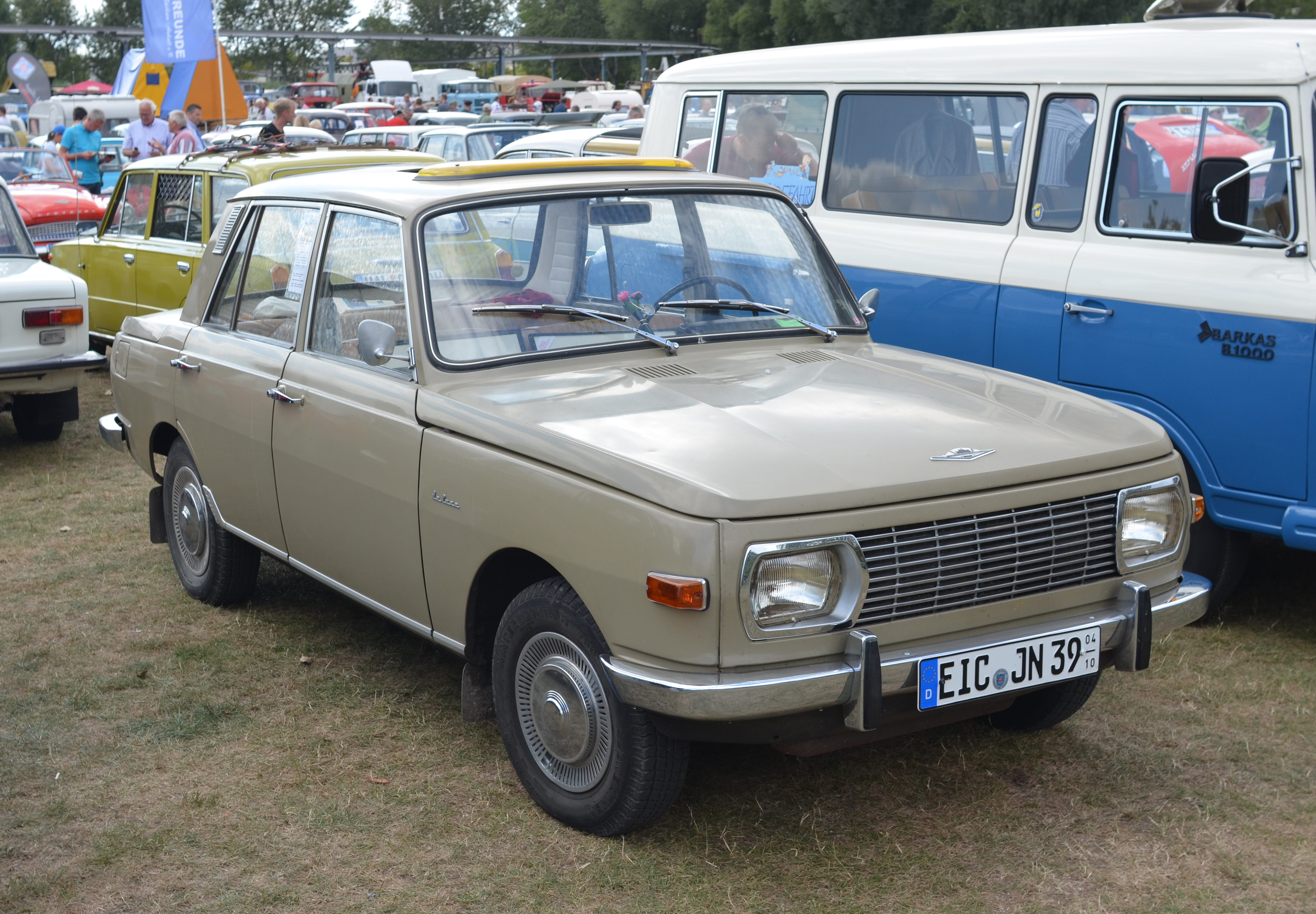

Il corpo vettura della 353 risultò leggermente più compatto rispetto a quello della 311 a causa dei 13 cm in meno da un paraurti all'altro del nuovo modello. La linea fu indubbiamente più moderna, non solo per gli standard della produzione automobilistica della DDR, ma più in generale per i temi stilistici vigenti in quegli anni a livello internazionale, poiché anticipa alcune caratteristiche del design automobilistico europeo di cinque o sei anni dopo. Ma per quanto riguarda l'effettiva paternità del suo disegno ancora oggi vi sono accesi dibattiti presso gli storici che attribuiscono il merito della rilevanza del lavoro relativo al disegno della vettura ora a Fleischer ora a Dietel. In ogni caso, il corpo vettura a tre volumi e a 4 porte della 353 era caratterizzato dall'essere piuttosto spigoloso, in netto contrasto con le linee arrotondate dei modelli precedenti. Il frontale della 353 era caratterizzato da un disegno piuttosto semplice, con i fari e la calandra riuniti assieme a formare una sorta di unica fascia abbondantemente cromata, sia nelle cornici dei fari, di forma vagamente ovale, sia nella griglia della calandra. Il cofano motore, solcato da due nervature longitudinali, andava a ricoprire tutta la superficie superiore e terminava alla base del parabrezza con una griglia d'aerazione dal disegno discreto. La vista laterale permetteva di osservare come la linea di battuta del cofano motore prosegua lungo la fiancata con una nervatura che passa appena sopra le maniglie porta ed ancora oltre, con la linea di battuta dello sportello del bagagliaio. La linea di cintura era piuttosto bassa, il che permetteva di avere una superficie vetrata piuttosto ampia e quindi una buona luminosità all'interno dell'abitacolo. Sul montante posteriore era presente una piccola presa d'aria in plastica nera per lo smaltimento dell'aria all'interno dell'abitacolo: ciò permetteva ad esempio di eliminare eventuali penetrazioni di aria maleodorante all'interno del vano passeggeri. La coda era caratterizzata da gruppi ottici sottili e a sviluppo orizzontale, nonché da uno sportello del vano bagagli disegnato in maniera analoga al cofano motore. Sia davanti che dietro, i due paraurti in acciaio erano provvisti di rostri.

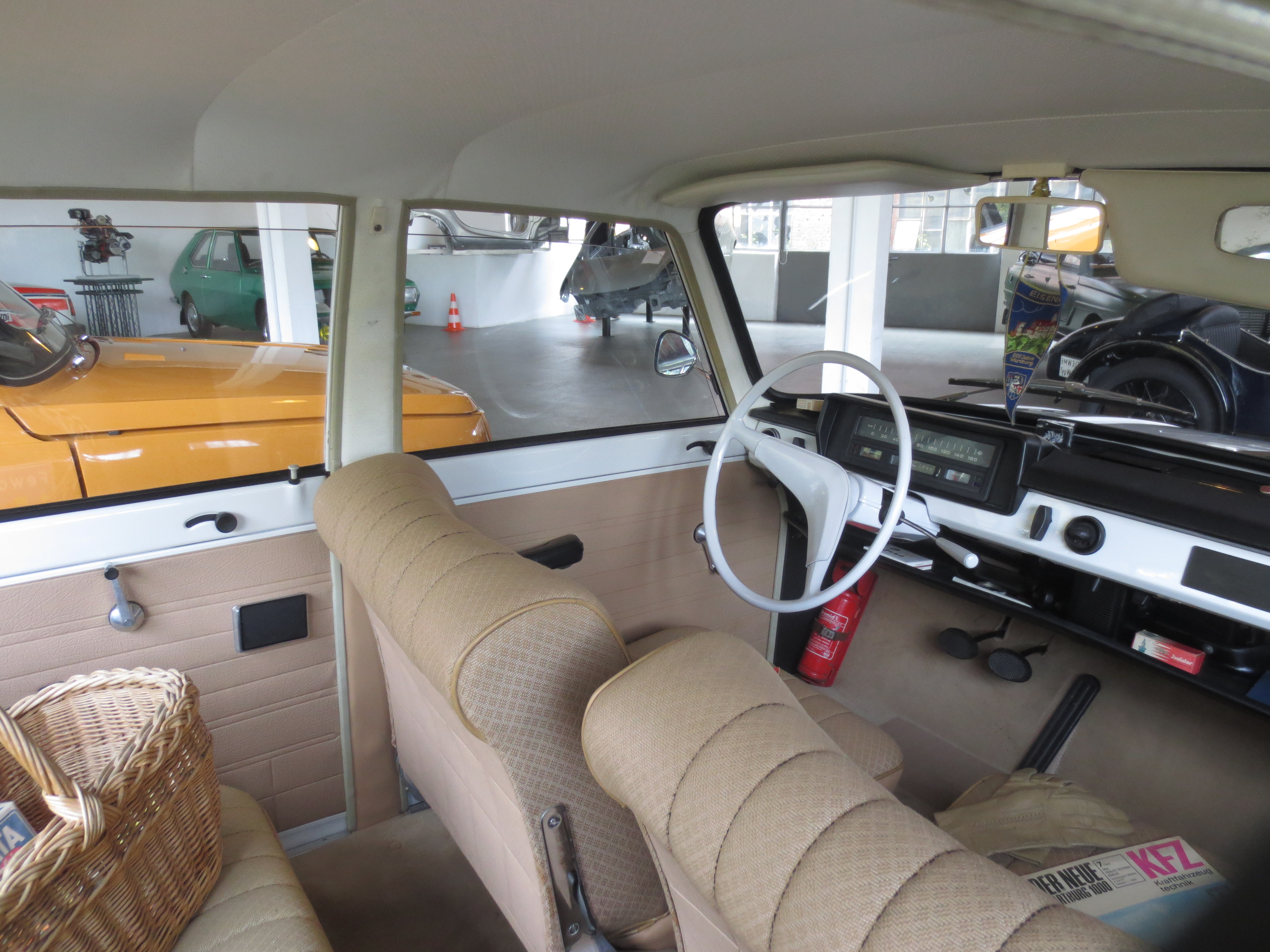
Gli interni di una Wartburg 1000 Typ 353

Nonostante la minor lunghezza del corpo vettura, la 353 risultò dotata di un abitacolo più spazioso che in precedenza, offrendo spazio anche per cinque persone. I sedili erano rivestiti in tessuto più semplificato nella versione base e più rifinito nella versione Lusso. L'imbottitura dei sedili era in schiuma di poliuretano. Il cruscotto era costituito da un tachimetro a sviluppo orizzontale, un contachilometri, l'indicatore del livello carburante e quello della temperatura dell'acqua. Completavano la dotazione dell'equipaggiamento interno anche il lavavetri elettrico ed il tergicristallo a velocità regolabile. Il volante a due razze dalla corona ergonomica portava nel suo piantone anche la leva del cambio manuale a 4 marce. La plancia aveva anch'essa un disegno piuttosto sobrio e spigoloso, ed era divisa longitudinalmente in due parti, quella inferiore verniciata in tinta con la carrozzeria e quella superiore rivestita anch'essa in schiuma di poliuretano in modo da riparare la vista del conducente dai riflessi e per costituire una difesa in più contro le conseguenze di urti frontali (specialmente per il passeggero anteriore). La plancia era inoltre dotata, oltre che di due bocchette laterali per la ventilazione all'interno dell'abitacolo, anche dello sbrinavetro elettrico e di un vano portaoggetti situato proprio di fronte al sedile del passeggero anteriore. A proposito, i sedili anteriori avevano lo schienale regolabile: ciò costituì uno degli aspetti che dimostrano come in fase di progetto si fosse voluto privilegiare il comfort per gli occupanti. Il vano bagagli era accreditato di una capacità di 520 litri, sensibilmente maggiore rispetto ai 420 litri della 311.

#### Struttura, meccanica e motore
La 353 nasceva su di un telaio separato a due longheroni uniti tra loro da tre traverse in acciaio. Tale struttura di forma ovale fu il frutto dell'evoluzione del precedente telaio della 311, anch'esso ovale ed anch'esso con 2,45 metri di interasse, ma rispetto al quale fu riprogettato in toto l'intero comparto sospensioni. Queste ultime furono innanzitutto a ruote indipendenti su entrambi gli assi, ed inoltre le molle divennero di tipo elicoidale sia davanti che dietro. Erano inoltre presenti ammortizzatori idraulici telescopici a doppia azione (l'azione ammortizzante avviene cioè sia in fase di compressione che in fase di estensione). Per quanto riguarda l'impianto frenante, la 353 usufruì di quattro tamburi, dei quali quelli posteriori muniti di ripartitore di frenata. Così caratterizzato, il telaio fu fissato alla carrozzeria con l'interposizione di appositi silent-bloc in maniera tale da limitare la trasmissione, all'interno dell'abitacolo, delle vibrazioni del telaio e dei suoi organi. Lo sterzo era a cremagliera.
L'architettura meccanica della 353 o 1000, che dir si voglia, era quella tipica di tutti i modelli di fascia bassa e medio-bassa prodotti nella DDR, ossia quella derivata dalle DKW d'anteguerra. Dai modelli precedenti viene quindi ereditato lo schema a motore anteriore longitudinale e trazione anteriore. Il propulsore era il consueto tricilindrico a due tempi, già proposto sotto il cofano della 312. Tale unità motrice era anch'essa derivata dai motori DKW pre-bellici, ed in particolare dal prototipo F9. Con una cilindrata di 992 cm³, questo tricilindrico era alimentato mediante un carburatore BVF che consentiva un leggero abbassamento dei consumi di olio e carburante rispetto alla 311. La sua potenza massima era di 45 CV che, applicati ad una massa del veicolo (a vuoto) di 910 kg poteva permettere una velocità massima di 125 km/h. Il radiatore era posto in posizione posteriore, tra il motore ed il parafiamma. Il cambio, come già anticipato in precedenza, era manuale a 4 marce con leva al volante, ma non completamente sincronizzato, ed era quello della 312, con frizione monodisco a secco.

### Evoluzione

#### I primi anni di carriera

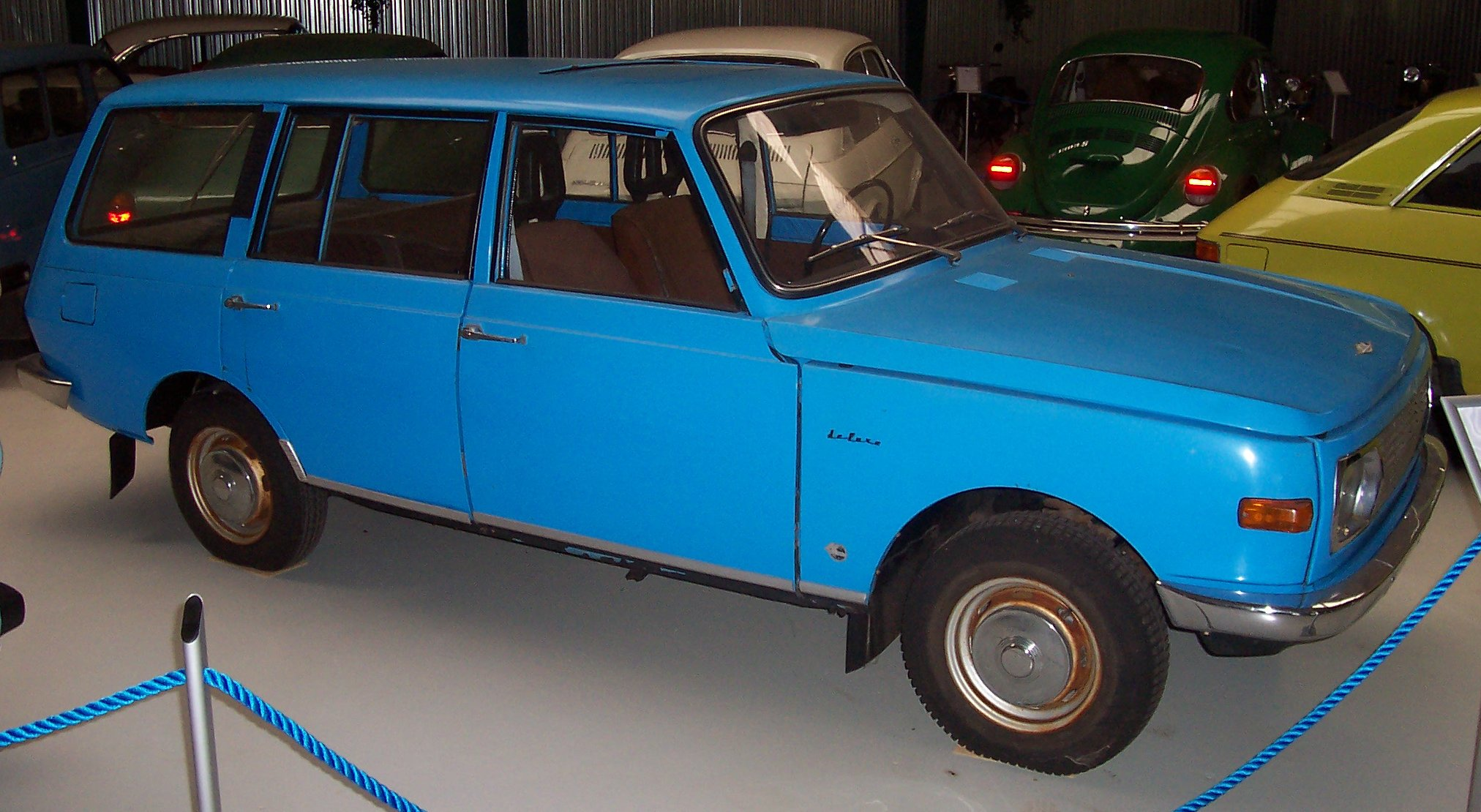
Una 353 Tourist, la versione giardinetta della 353

Il primo aggiornamento nella lunga carriera della 353 si ebbe pochi mesi dopo il lancio, vale a dire alla fine del 1966, quando la griglia alla base del parabrezza fu sostituita da due griglie di minori dimensioni. A partire dallo stesso periodo, la produzione della 1000 Typ 353 fu integrata con un processo di elettroforesi per la realizzazione della carrozzeria.
Poco tempo dopo, al Salone dell'automobile di Bruxelles del 1967, la vettura fu presentata anche nell'Europa occidentale, esponendo in particolare un esemplare con carrozzeria separata dal telaio in modo da mostrare le più confortevoli sospensioni a ruote indipendenti e provare a convincere così anche il pubblico occidentale della bontà del progetto. Nel luglio dello stesso anno, vi fu l'arrivo di un nuovo cambio a 4 marce completamente sincronizzato: la vettura perse la denominazione 1000 per chiamarsi semplicemente 353. Ma la novità più sostanziosa del 1967 fu l'arrivo della 353 Tourist, ossia la versione giardinetta, anch'essa caratterizzata da linee squadrate, ma con in più la praticità del portellone posteriore e la possibilità di disporre di una capacità di carico sensibilmente superiore: in configurazione standard, con il divano posteriore in posizione, la Tourist offre spazio fino ad 860 litri, grazie allo specifico ridisegnamento della coda che ha incluso anche un aumento dello sbalzo posteriore. Ma abbattendo lo schienale dispone di una superficie di carico di 2,4 m2, con una capacità di ben 1800 litri. Si tratta di un vero e proprio record persino in rapporto ad una station wagon dei giorni nostri, specie se si considera che la Tourist era lunga 4.38 metri. A titolo di paragone, una station wagon di segmento C di 45 anni dopo, la cui lunghezza sta intorno ai 4.6 metri, ha una capacità di carico che si aggira intorno ai 1.500-1.600 litri Anche la Tourist fu proposta in due allestimenti, base e De-Luxe. Al contrario della berlina, la Tourist non fu prodotta ad Eisenach, ma in altri due siti: ad Halle furono assemblate le versioni base, mentre a Dresda furono invece prodotte le versioni De-Luxe.
A partire dal 1968 divenne possibile ordinare la 353 berlina con un tettuccio apribile in lamiera e all'inizio dell'anno seguente la potenza massima salì a 50 CV grazie all'introduzione di un nuovo carburatore. Con queste caratteristiche la vettura prese la denominazione di 353/1, conosciuta anche come 353 S per i mercati esteri. Nel luglio 1969 vi furono modifiche all'allestimento interno, in particolare al cruscotto, in cui il tachimetro a sviluppo orizzontale cedette il posto ad uno strumento circolare, con in più altri due strumenti di forma analoga, e cioè l'indicatore del livello di carburante e il termometro dell'acqua. Per altri due anni non vi furono aggiornamenti di sorta, fino al 1971, quando si arricchì la lista optional: divenne possibile avere tra l'altro il cambio a cloche, i sedili avvolgenti ed i fendinebbia alogeni. L'equipaggiamento di serie vide invece pochi dettagli in più, come i rostri dei paraurti ricoperti in gomma.

#### La 353W

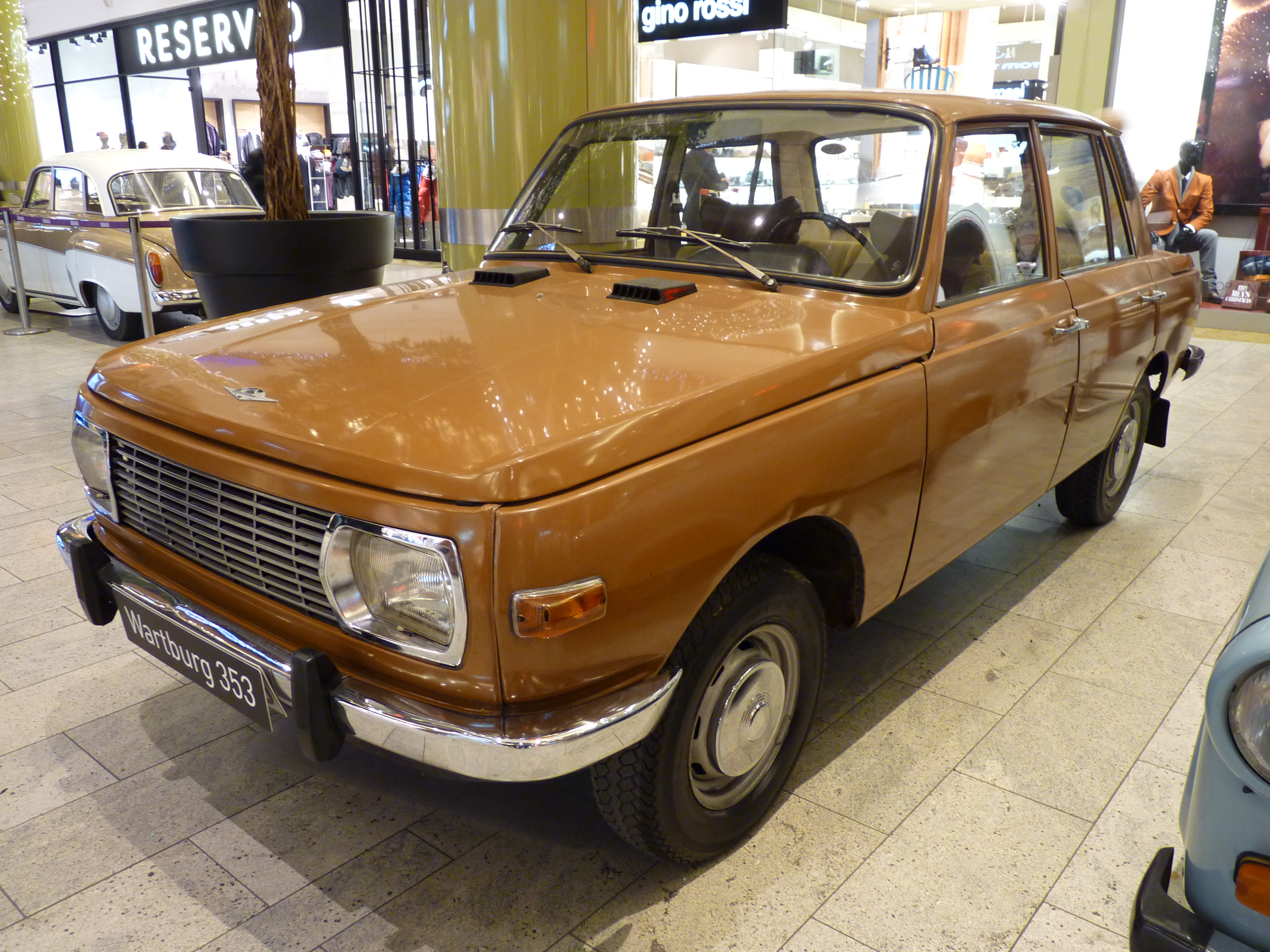
Una Wartburg 353W

Passarono altri quattro anni senza novità di rilievo, fino al 3 marzo 1975, quando venne introdotta la 353 W (dove la W sta per Weiterentwicklung ossia evoluzione). Questo aggiornamento fu portato avanti all'insegna della sicurezza per gli occupanti, un fatto visibile innanzitutto osservando che all'avantreno comparvero i freni a disco, mentre il volante ricevette un nuovo piantone deformabile e l'intera struttura telaio/carrozzeria divenne più rigida nella zona dell'abitacolo grazie ad opportuni rinforzi. Comparvero anche le cinture di sicurezza con attacco centrale, mentre sul piano del design il cruscotto mutò nuovamente e fu composto a questo punto da due grossi quadranti circolari contenenti sei strumenti. Esternamente le prime 353W non erano quasi per nulla riconoscibili dalla precedente 353, se non per la luce di retromarcia, che venne spostata all'estremità interna di ogni gruppo ottico
Nel 1978 la lista optional si arricchì con l'arrivo dello sbrinalunotto tra gli accessori a richiesta, mentre l'anno seguente le cornici dei vetri laterali da cromate divennero nere e comparve un piccolo spoiler sotto il paraurti anteriore.
Nel 1981 vi fu l'arrivo di nuovi sedili ridisegnati e con poggiatesta regolabili, di nuove cinture con avvolgitore e di nuovi cerchi ruota. Comparvero inoltre nuovi fari sigillati, un nuovo motorino per i tergicristalli, un nuovo volante, sempre a due razze, ed un nuovo alternatore. L'anno successivo furono introdotte due nuove versioni: la prima, denominata 353W Trans fu di fatto la versione pick-up ed era caratterizzata da un ridisegnamento specifico della zona posteriore, in particolare nei fianchi e nei passaruota, ora di forma più squadrata; l'altra versione introdotta fu la versione "ambulanza", denominata 353W MED basata sulla giardinetta Tourist ed anch'essa prodotta ad Halle. Queste due nuove versioni andarono di fatto a completare la gamma delle varianti di carrozzeria previste per la gamma 353W nel corso della sua storia. Non vi furono quindi altre varianti ufficiali, al contrario della 311 che invece fu proposta anche come coupé e come cabriolet. Il 1983 vide invece l'arrivo di una calandra nera in luogo di quella cromata utilizzata fino a quel momento, nonché di un nuovo paraurti anch'esso di color nero.

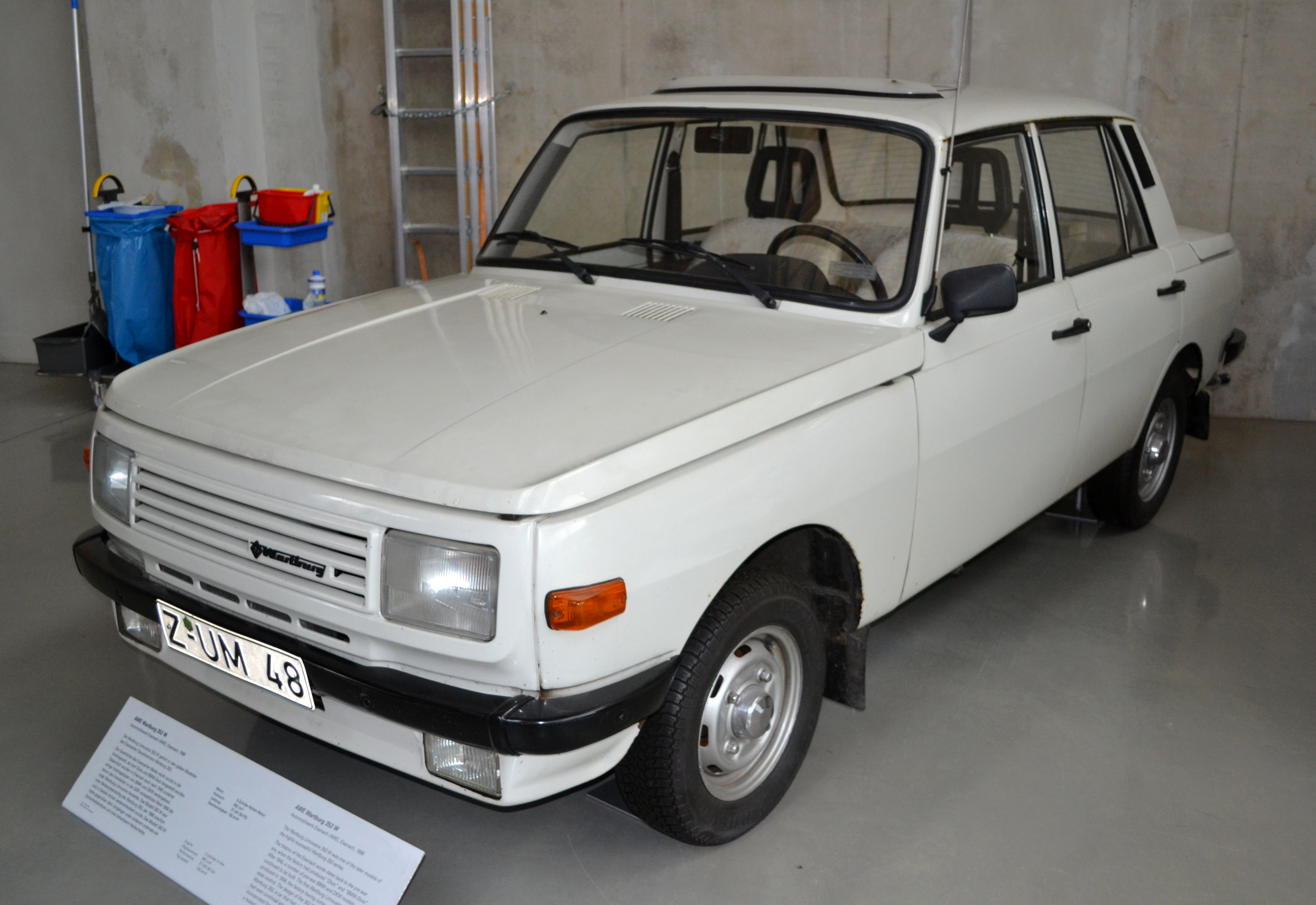
Una 353W dopo il restyling del 1985

Nel maggio 1985 vi fu un nuovo aggiornamento, stavolta a 360 gradi: sul piano estetico, esso consistette nel ridisegno della calandra e nell'arrivo di nuovi paraurti avvolgenti in plastica, mentre meccanicamente il radiatore del motore fu spostato anteriormente, subito dietro la calandra e la frizione fu rinforzata. All'interno dell'abitacolo, i comandi relativi all'impianto di riscaldamento furono raggruppati nella nuova console centrale, corredata anche di spie a led. Cinque mesi dopo, il 1º ottobre, dallo stabilimento di Eisenach uscì il milionesimo esemplare di 353. Nel frattempo furono condotti studi relativi ad un nuovo tricilindrico a quattro tempi, ma il Comecon fece interrompere il progetto in un nulla di fatto. Di lì a poco fu invece stipulato un accordo con la Volkswagen per la fornitura di motori, un accordo che avrebbe dato i natali all'ultima evoluzione sulla base della 353, un modello introdotto alla fine del decennio e che andrà di fatto a sostituire la 353 stessa. Questo modello prenderà il nome di Wartburg 1.3.
Quanto alla 353W, essa uscì dal listino nell'aprile del 1989, dopo essere stata prodotta complessivamente in 1.225.192 esemplari.
La 353 fu una vettura di successo nell'Europa orientale e fu esportata anche in Gran Bretagna, Cipro, Malta e Sudafrica. In patria veniva utilizzata anche per il trasporto dei funzionari governativi, mentre i privati, per acquistarne una, spesso dovevano pazientare per le lunghissime liste d'attesa.

### Galleria d'immagini
| Wartburg 1000 Typ 353 | Wartburg 353 Tourist | Wartburg 353W (1975) | Wartburg 353W (1981) |
| --------------------- | -------------------- | -------------------- | -------------------- |
|                       |                      |                      |                      |

| Wartburg 353W (1983) | Wartburg 353W (1985) | Wartburg 353W Trans | Wartburg 353W MED |
| -------------------- | -------------------- | ------------------- | ----------------- |
|                      |                      |                     |                   |

### Riepilogo caratteristiche
Di seguito vengono riportate le caratteristiche delle varie versioni costituenti la gamma della 353 nel corso della sua lunga carriera commerciale. I prezzi riportati sono in marchi tedesco-orientali e si riferiscono all'allestimento base. Le versioni con allestimento De Luxe costavano 1.000 DDM in più.
| Modello                            | 1000 Typ 353 | 353 | 353/1 | 353W | 353W |
| ---------------------------------- | --- | --- | --- | --- | --- |
| Varianti di carrozzeria            | berlina | berlina e giardinetta | berlina e giardinetta | berlina e giardinetta | berlina, giardinetta e pick-up                                                                                                |
| Anni di produzione                 | 07/1966-11/1966 | 11/1966-12/1968 | 01/1969-03/1975 | 03/1975-04/1989 | 03/1975-04/1989 |
| Prezzo al debutto in DDM           | 16.750 | 16.750 (17.500 per la Tourist)                                                                                                | 16.950 (17.700 per la Tourist)                                                                                                | 16.950 (17.700 per la Tourist)                                                                                                | 16.950 (17.700 per la Tourist)                                                                                                |
| Esemplari prodotti                 | 356.330 | 356.330 | 356.330 | 868.860 | 868.860 |
| Motore                             | A due tempi | A due tempi | A due tempi | A due tempi | A due tempi |
| Posizione                          | Anteriore longitudinale | Anteriore longitudinale | Anteriore longitudinale | Anteriore longitudinale | Anteriore longitudinale |
| Numero e disposizione dei cilindri | Tre cilindri in linea | Tre cilindri in linea | Tre cilindri in linea | Tre cilindri in linea | Tre cilindri in linea |
| Cilindrata (cm³)                   | 992 | 992 | 992 | 992 | 992 |
| Alimentazione                      | Carburatore BVF 36-F1-11 | Carburatore BVF 36-F1-11 | Carburatore BVF 40-F1-11 | Carburatore BVF 40-F1-11 | Carburatore BVF 40-F2-11 |
| Rapporto di compressione           | 7.6:1 | 7.6:1 | 7.5:1 | 7.5:1 | 7.5:1 |
| Potenza massima (CV/rpm)           | 45/4250 | 45/4250 | 50/4250 | 50/4250 | 50/4250 |
| Coppia nominale [Nm] a giri/min]   | 91,2/3000 | 91,2/3000 | 98,1/3000 | 98,1/3000 | 98,1/3000 |
| Frizione                           | Monodisco a secco | Monodisco a secco | Monodisco a secco | Monodisco a secco | Monodisco a secco |
| Trazione                           | Anteriore | Anteriore | Anteriore | Anteriore | Anteriore |
| Cambio                             | Manuale a 4 marce con dispositivo di ruota libera                                                                             | Manuale a 4 marce con dispositivo di ruota libera                                                                             | Manuale a 4 marce con dispositivo di ruota libera                                                                             | Manuale a 4 marce con dispositivo di ruota libera                                                                             | Manuale a 4 marce con dispositivo di ruota libera                                                                             |
| Telaio                             | Telaio separato in acciaio a due longheroni disposti ad ovale più tre traverse                                                | Telaio separato in acciaio a due longheroni disposti ad ovale più tre traverse                                                | Telaio separato in acciaio a due longheroni disposti ad ovale più tre traverse                                                | Telaio separato in acciaio a due longheroni disposti ad ovale più tre traverse                                                | Telaio separato in acciaio a due longheroni disposti ad ovale più tre traverse                                                |
| Sospensioni ant.                   | A ruote indipendenti con triangoli inferiori, molle elicoidali, barra stabilizzatrice ed ammortizzatori idraulici telescopici | A ruote indipendenti con triangoli inferiori, molle elicoidali, barra stabilizzatrice ed ammortizzatori idraulici telescopici | A ruote indipendenti con triangoli inferiori, molle elicoidali, barra stabilizzatrice ed ammortizzatori idraulici telescopici | A ruote indipendenti con triangoli inferiori, molle elicoidali, barra stabilizzatrice ed ammortizzatori idraulici telescopici | A ruote indipendenti con triangoli inferiori, molle elicoidali, barra stabilizzatrice ed ammortizzatori idraulici telescopici |
| Sospensioni post.                  | A ruote indipendenti con triangoli oscillanti, molle elicoidali ed ammortizzatori idraulici telescopici                       | A ruote indipendenti con triangoli oscillanti, molle elicoidali ed ammortizzatori idraulici telescopici                       | A ruote indipendenti con triangoli oscillanti, molle elicoidali ed ammortizzatori idraulici telescopici                       | A ruote indipendenti con triangoli oscillanti, molle elicoidali ed ammortizzatori idraulici telescopici                       | A ruote indipendenti con triangoli oscillanti, molle elicoidali ed ammortizzatori idraulici telescopici                       |
| Impianto frenante                  | Idraulico con freni a tamburo sulle quattro ruote                                                                             | Idraulico con freni a tamburo sulle quattro ruote                                                                             | Idraulico con freni a tamburo sulle quattro ruote                                                                             | Idraulico, freni anteriori a disco, posteriori a tamburo                                                                      | Idraulico, freni anteriori a disco, posteriori a tamburo                                                                      |
| Sterzo                             | A cremagliera | A cremagliera | A cremagliera | A cremagliera | A cremagliera |
| Pneumatici                         | 6.00-13 | 6.00-13 | 6.00-13 | 6.00-13 | 6.00-13 |
| Massa in ordine di marcia (kg)     | 900 | 900 (970 per la Tourist) | 900 (970 per la Tourist) | 900 (970 per la Tourist) | 900 (970 per la Tourist) |
| Capacità serbatoio (l)             | 44 | 44 | 44 | 44 | 44 |
| Velocità massima (km/h)            | 125 | 125 | 130 | 130 | 130 |
| Accelerazione 0–100 km/h (secondo  | 27" | 27" | 21"5 | 21"5 | 21"5 |
| Consumo medio (l/100 km)           | 10 (10.5 per la Tourist) | 10 (10.5 per la Tourist) | 10.5 (11 per la Tourist) | 10.5 (11 per la Tourist) | 10.5 (11 per la Tourist) |

### Prototipi e fuoriserie su base353
Sulla base della 353 furono approntati svariati modelli rimasti allo stadio di prototipo oppure prodotti in piccola serie per particolari impieghi.

#### Wartburg 354
Apparso nel 1967, ossia poco tempo dopo il lancio della 353, la Typ 354 fu in pratica una versione con carrozzeria hatchback a due volumi più portellone della nota berlina tedesco orientale. Caratteristica estetica della vettura fu il montante posteriore assai sviluppato in larghezza, mentre il motore utilizzato fu quello classico a due tempi della 353, ossia il tricilindrico da 992 cm³.

#### Wartburg 355

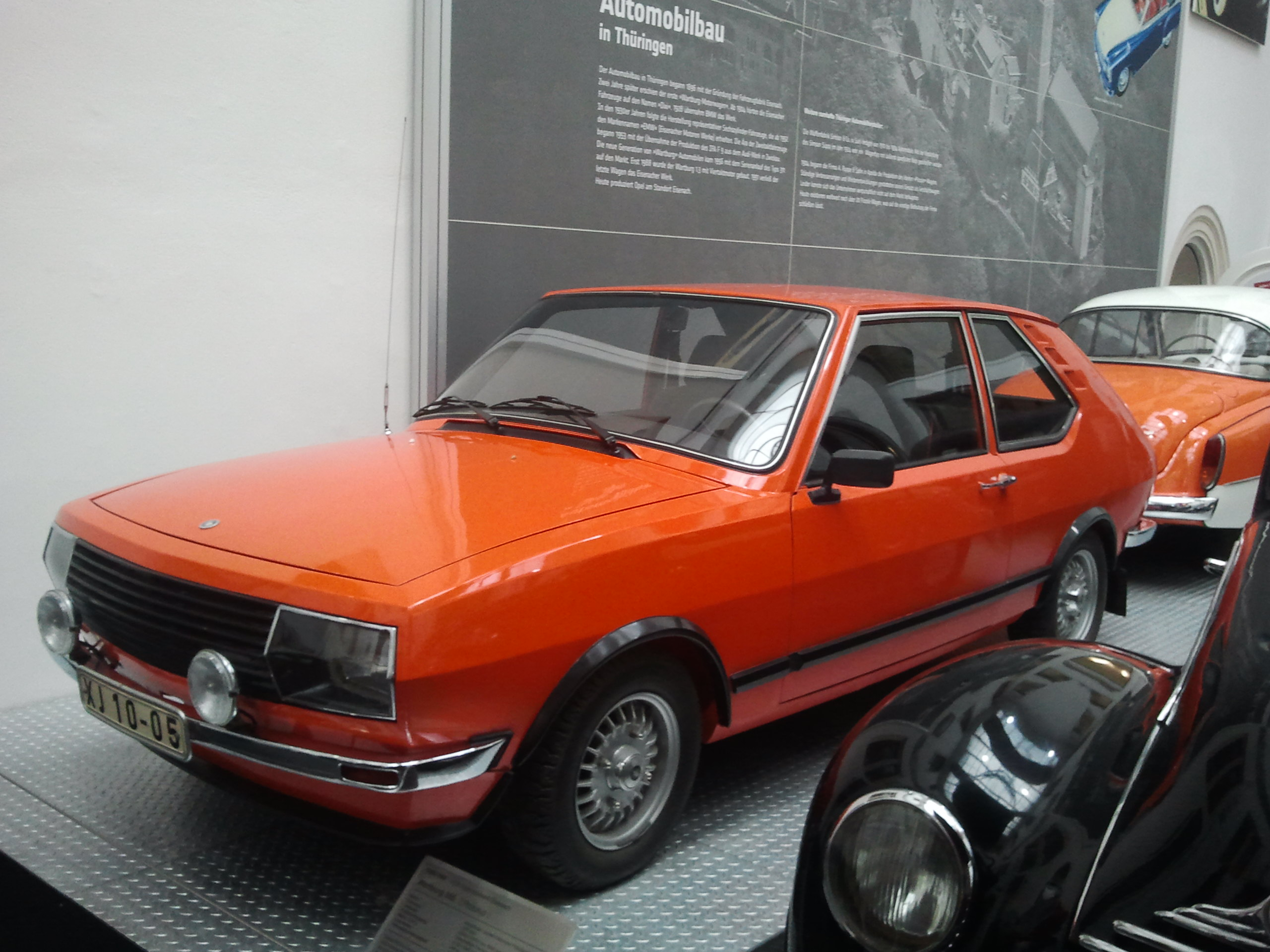

Realizzato per la prima volta nel 1968, questo particolare modello avrebbe dovuto contribuire ad allargare la gamma 353 con una coupé a 2 porte più il portellone posteriore (cioè una 3 porte). A differenza delle altre 353 con cui condivide la base meccanica, la 355 era caratterizzata dalla carrozzeria in vetroresina ed aveva linee ancor più spigolose che non la 353 già regolarmente a listino. Vi sono notizie contrastanti riguardo ad altre caratteristiche relative alla 355, per esempio a proposito del motore, sempre un tricilindrico a due tempi da 992 cm³, ma per il quale si dichiarano 55 CV nel caso dell'esemplare esposto all'Automobil Welt Museum di Eisenach, mentre per l'esemplare esposto al Museo dei Trasporti di Dresda si dichiarano 74 CV ed altre fonti ancora stimano in 50 o addirittura 82,7 CV la potenza della vettura. Un altro dato sul quale esistono fonti contrastanti è quello relativo agli esemplari prodotti. Mentre l'Automobil Welt Museum di Eisenach dichiara una produzione totale di 6 esemplari, altre fonti sostengono invece che gli esemplari prodotti siano tre o quattro. Alcune voci sostengono con ostinazione che il disegno di questa carrozzeria sarebbe stato in seguito venduto alla Volkswagen, la quale avrebbe da esso ricavato le linee della prima generazione della Passat, ma nessuno ha mai confermato tali voci.

#### Wartburg 360
Basato su un progetto congiunto con la AWZ e la Škoda, il prototipo 360 fu svelato nel 1974 come possibile erede della 353, della quale però riprese la base meccanica. Con il prototipo 360 si pensò inoltre di trovare un'erede anche alla Trabant ed alla Škoda 100. La grossa differenza tecnica teorizzata in fase di progetto tra il vecchio e il possibile futuro modello stava nella soluzione della scocca portante, ma alla fine, in fase di presentazione, anche il prototipo 360 conservò la soluzione del telaio separato. La 360 era equipaggiata con un motore a quattro tempi di origine Škoda, da 1289 cm³ di cilindrata e con 58 CV di potenza massima. Anche qui alcune fonti azzardarono (ed azzardano ancor oggi) analogie tra il prototipo 360 ed un altro modello dell'allora giovane gruppo VW, ossia l'Audi 80 di seconda generazione, che avrebbe visto la luce solo di lì a quattro anni. Anche la 360, però, rimase solo allo stadio di prototipo.

#### Wartburg 610 M

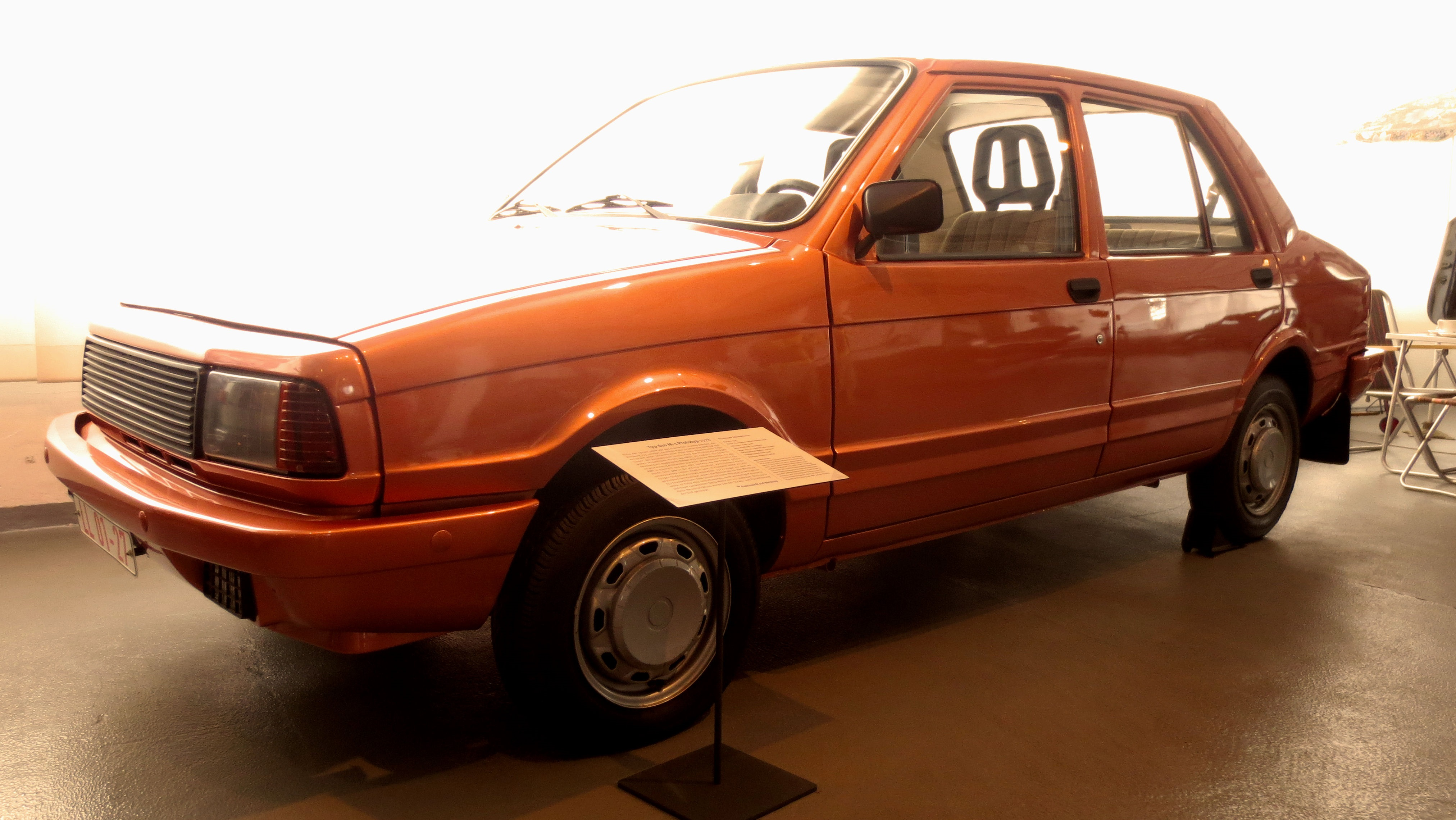

Dalla 360 nacque in seguito la 610 M, anch'essa frutto di una collaborazione con la AWZ: con quest'ultimo marchio venne realizzato anche un prototipo sulla stessa base meccanica. Questa berlina a tre volumi e 4 porte fu presentata nel 1978 con l'intento di fornire un'anticipazione su quella che avrebbe potuto essere l'erede della 353W con cui venne condiviso il telaio. La grossa differenza rispetto alla 353, oltre alla carrozzeria dalle linee più moderne, fu il motore, stavolta del tipo a quattro tempi, ma non progettato in Casa. Si trattava infatti di un motore 1.3 di origine Renault. Nel blocco occidentale fu noto per aver equipaggiato modelli come la R12 e la R5, mentre nel blocco orientale finì sotto il cofano della Dacia 1300, ossia la "gemella" rumena della R12 stessa. La versione con marchio AWZ montava invece un motore da 1.1 litri di origine Škoda. E fu proprio dalla Dacia che giunsero i motori 1.3 che per un breve periodo furono presi in considerazione dalla AWE per sostituire l'ormai vetusto tricilindrico a due tempi. Purtroppo, le autorità governative della Germania dell'Est ordinarono di cessare l'acquisto di motori a 4 tempi con il pretesto che i costi per l'approvvigionamento sarebbero stati troppo alti. Pertanto la 610 M rimase un esemplare unico e nel frattempo i pochi motori 1.3 già giunti ad Eisenach furono utilizzati per altri scopi e per equipaggiare altri modelli in piccola serie.

#### Wartburg W400

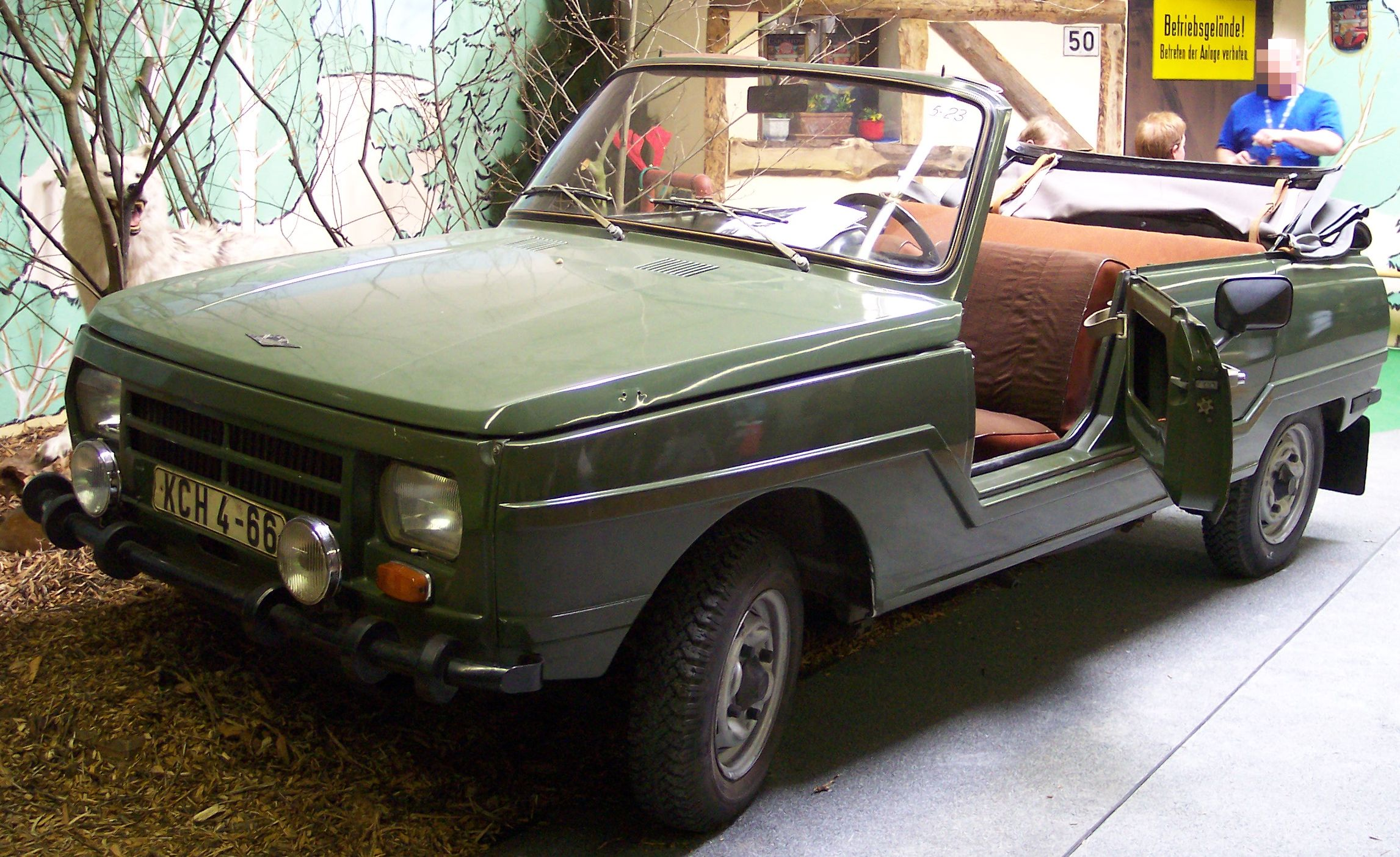

Tra le altre applicazioni dei motori 1.3 Dacia/Renault su modelli derivati dalla 353 va sicuramente segnalata quella relativa alla versione Kübelwagen, denominata W400. Realizzata in quattro prototipi tra il 1969 e il 1971 più altri cinque esemplari nel 1976, la W400 era di fatto un veicolo destinato ad utilizzo militare. Due dei nove esemplari prodotti erano di fatto equipaggiati con lo stesso 1.3 da 60 CV che qualche anno dopo sarebbe stato utilizzato per la 610 M. Gli altri sette furono invece equipaggiati con il vecchio tricilindrico a due tempi. La vettura era sprovvista di trazione integrale e di differenziale autobloccante, il che non avrebbe permesso di affrontare terreni accidentati o scivolosi. Per contro, la vettura possedeva un'altra particolare caratteristica: il telaio, pur essendo derivato da quello della 353, venne modificato allo scopo di permettere alla vettura di affrontare impegnativi guadi di corsi d'acqua. Di fatto, le fonti la definiscono come una vettura in grado di nuotare. In ogni caso, la carrozzeria della W400 fu realizzata in vetroresina come nel caso della 355. Purtroppo anche questo modello non raggiunse mai una vera e propria produzione in serie.

#### Wartburg 353/412 e 353/420
Si tratta di una particolare versione utilizzata in quegli anni di guerra fredda dagli agenti della Stasi. Date le caratteristiche sobrie della vettura, gli agenti potevano utilizzarla senza dare nell'occhio. La 353/412 era la versione berlina, mentre la 353/420 corrispondeva alla Tourist. In ogni caso, le differenze rispetto alla 353 di normale produzione erano sottopelle: il motore fu portato a 60 CV ed il serbatoio carburante a 60 litri. Inoltre fu irrobustita la zona sotto il telaio e furono utilizzati freni più potenti.